# Japewia carrollii
Japewia carrollii är en lavart som först beskrevs av Coppins & P. James, och fick sitt nu gällande namn av Tønsberg. Japewia carrollii ingår i släktet Japewia och familjen Ramalinaceae.   Inga underarter finns listade i Catalogue of Life.